# Crocidura andamanensis
Crocidura andamanensis — вид ссавців, що перебуває під загрозою зникнення, родини Soricidae. Це ендемік острова Південний Андаман у Індії. Зазвичай вони активні в сутінках або вночі та мають особливі вимоги до середовища існування. Вважається, що втрата середовища існування через вибіркову рубку, стихійні лиха, такі як цунамі та різка зміна погоди, сприяють нинішньому скороченню популяції.